# Málta az őskorban

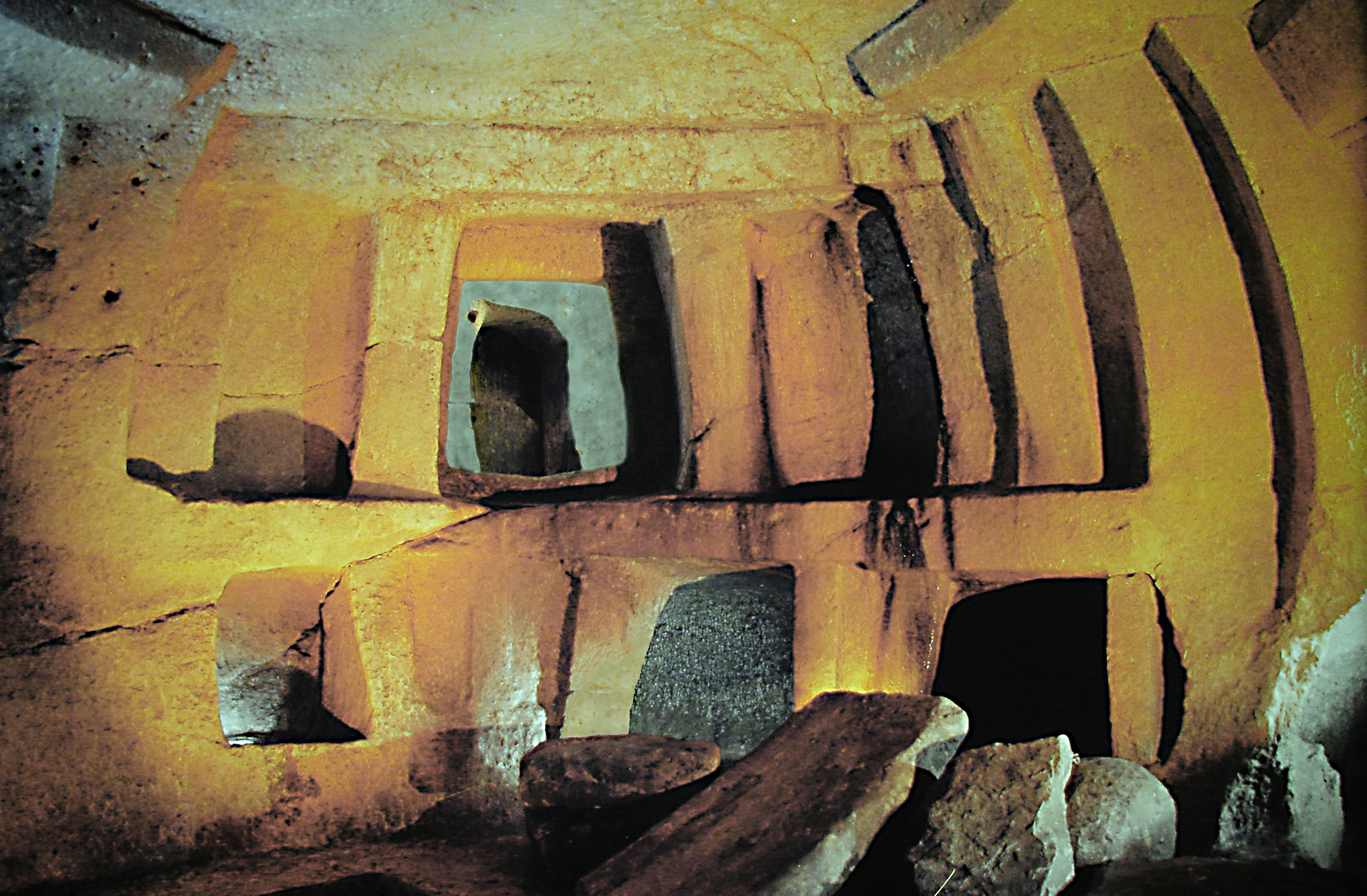
A Ħal Saflieni-i hipogeum

Málta szigetein alakult ki Európa egyik legkorábbi fejlett kultúrája, amely a szigeteken ma is megtalálható megalitikus templomok és föld alatti sírok építésével érte el csúcspontját. A hatalmas kőtömbökből alkotott épületeket létrehozó kultúra egy évezrednyi virágzás után akkor tűnt el, amikor az egyiptomi fáraók hozzákezdtek a piramisok, vagy Britannia őslakói Stonehenge építéséhez. Ezután primitívebb, bronzot használó népek telepedtek meg. Tőlük már fennmaradtak települések és főként temetők is, ám életükről ugyanúgy keveset tudunk, mint a korábbi korok népeiről. Feltehetőleg hozzájuk köthetők a szigeteken mindenütt előforduló ún. keréknyomok is.

## Málta szigetei

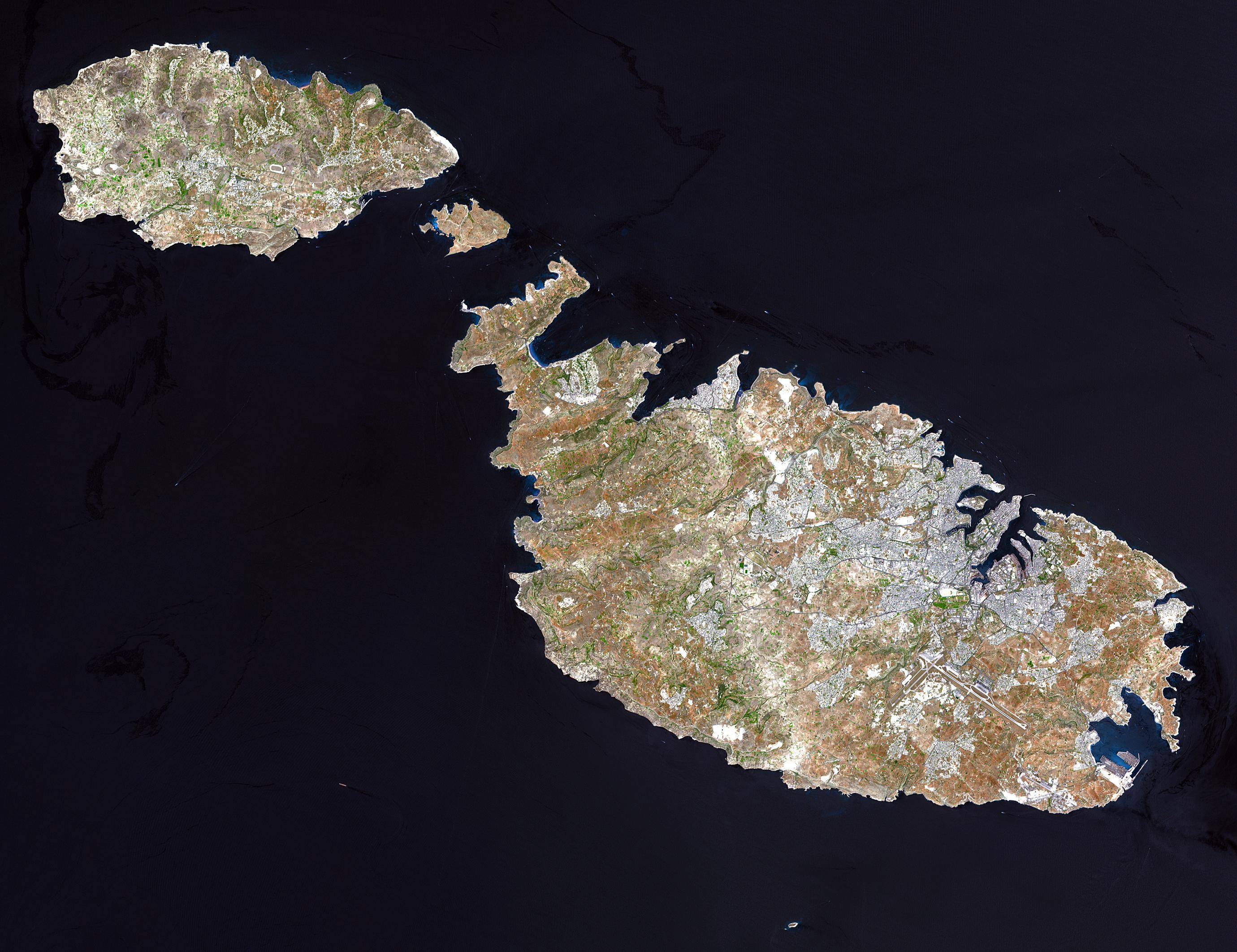
Málta műholdfelvételen

Málta szigetcsoportja három nagy és jó néhány kisebb szigetből és sziklából áll. Fő szigetei Malta (243 km²), Għawdex (Gozo, 68,7 km²), Kemmuna (Comino, 3,5 km²), Kemmunet (Cominotto vagy Cominetto, 0,25 km²), Il-Gżira ta' Manwel (Manoel-sziget, Manoel Island, 0,2 km²), Filfla (0,06 km²), Il-Gżejjer ta' San Pawl (másik nevén Selmunett; Szent Pál-sziget, St. Paul's Island, 0,01 km²) és az Il-Ġebla tal-Ġeneral (Generális-szikla, Fungus Rock). A szigetek réteges felépítésűek, üledékes kőzetei 40-15 millió évvel ezelőtt rakódtak le a harmadkorban összezáródó Tethys-óceánban. Az alapot és a felszínt kemény mészkő alkotja, amely puhább kőzetek rétegeit fogja közre. A sorrend a felszíntől lefelé: korallmészkő, zöld homokkő, kék agyag, globigerinás mészkő és végül ismét korallmészkő. A felszínt számos törésvonal szabdalta, ezek főként Malta északi részén jól felismerhetők. A felszín további jellemzői az esővíz vájta völgyek (wied). Éghajlata mediterrán, évi csapadékmennyisége 560 mm. A növényzet kezdetben jóval sűrűbb volt, mint amilyennek ma ismerjük, ám a földműveléssel nagy területekről eltűnt a talaj, így már az őskor végére eltűnt a természetes növénytakaró.

## Kutatás és datálás

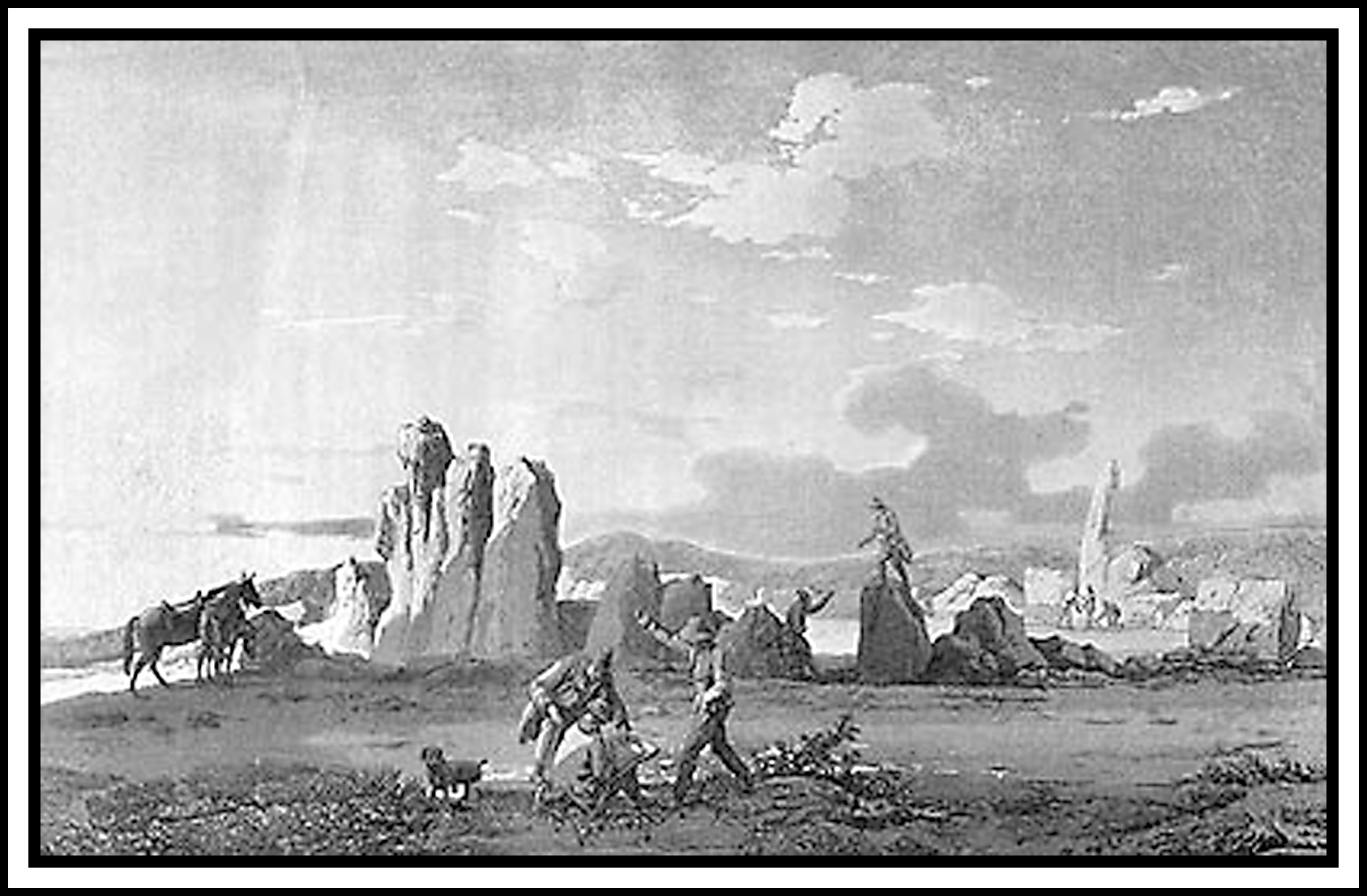
Ħaġar Qim Jean-Pierre Houël grafikáján, 1776-ban

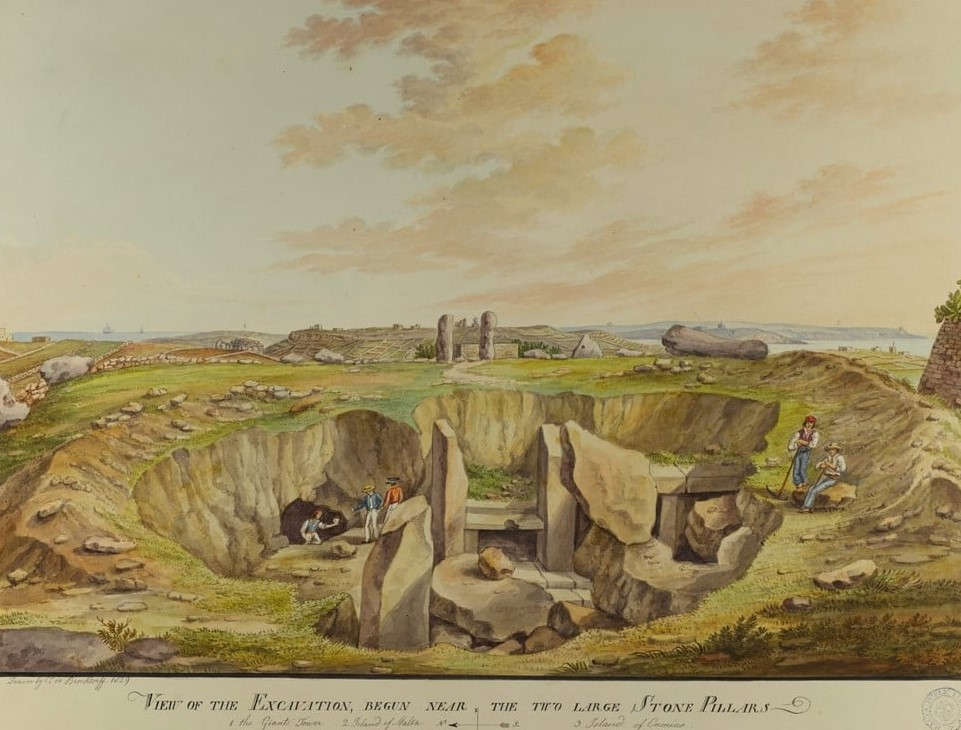
Brochtorff akvarellje a bedöntött xagħrai kőkörről

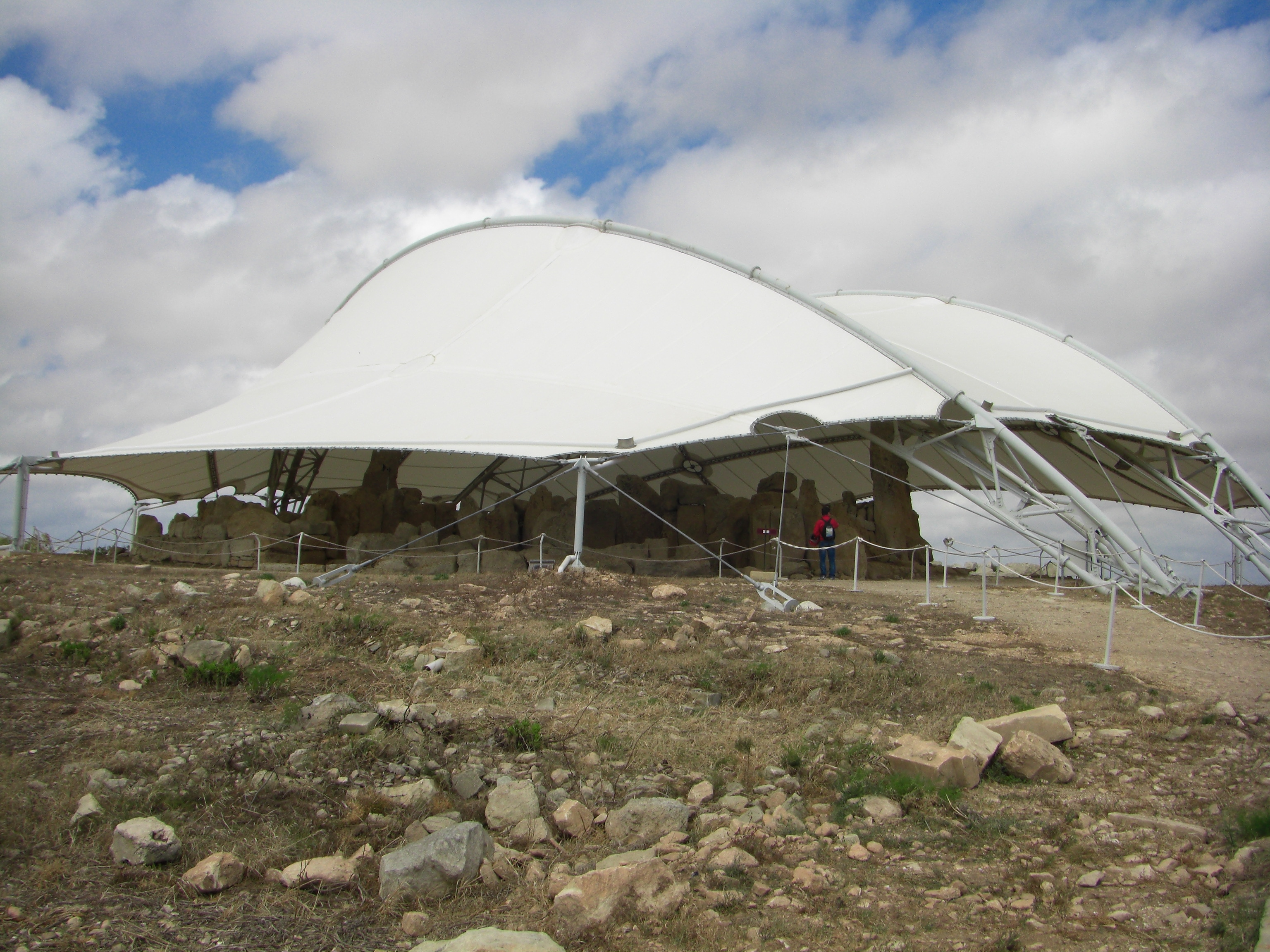
Sátortető a Ħaġar Qim templom fölött

Málta őskori emlékeire elsőként a 17. században előkerült Ħaġar Qim megalitikus templom romjai hívták fel a figyelmet. A következő századra már több templom létére is fény derült, ám azon kívül, hogy feltehetőleg építőanyag-forrásként hasznosították őket, nem foglalkoztak velük. Az első "ásatások" lényegében a helyszíneken talált összes mozdítható törmelék és maradvány elszállítását jelentették. Így bontották le a xagħrai kőkört 1826-ban, ürítették ki a Ġgantiját 1827-ben, Ħaġar Qim romját 1839-ben, Mnajdrát 1840-ben. Emiatt váltak különösen értékessé azok a grafikák, festmények, amelyek még e munka előtt ábrázolják az épületeket. A legfontosabbak ezek közül Charles Brochtorff festményei, amelyek nélkül nem tudnánk, hogy nézett ki beomlása előtt a xagħrai kőkör hipogeuma.
1896-ban A. A. Caruana öt megalit-csoportot vizsgált a Paola külterületén lévő Corradino/Kordin Heights nevű részen.
Az 1900-as évek elején először Emmanuel Magri atya írt le több emléket, köztük a Ħal Saflieni-i hipogeumot és az időközben elpusztult xewkijai megalitikus romot, majd Sir Themistocles Zammit folytatott kiterjedt ásatásokat, főleg az akkoriban felfedezett helyszíneken (Ħal Saflieni, 1906; Tarxien, 1915-1917; Ta' Ħaġrat, 1925). Sir Thomas Ashby hármat talált meg a Caruana által leírt Kordin-megalitok közül, ezeket ásatta 1908-1909-ben, a Santa Verna templomot 1911-ben, majd Debdieba (Luqa) romjait 1914-ben. 1917-ben Ħal Ġinwinél egyértelműen templomkori, ám nem templomszerű épület romjai kerültek elő, ezek mibenlétét máig sem sikerült tisztázni. 1928-ban fedezték fel Buġibba templomát.
A második világháború nem okozott maradandó károkat a maradványokban, bár Kordin III közvetlen bombatalálatot kapott.
Az 1950-es évektől újabb ásatási és rekonstrukciós hullám indult el. 1955-ben Sir John Evans kutatta a xemxijai sírokat. A 60-as években kutatták először a Ta' Skorba templomokat, illetve ekkor zajlottak a Tarxien és Ħaġar Qim templomok rekonstrukciós munkái. 1964-ben Joseph Attard Tabone azonosította újra az 1826-ban betemetett xagħrai kőkört.
1987 és 1994 között végre szabályos ásatások kezdődtek a xagħrai kőkör hipogeumában is.
A 20. század végére fontossá vált az állagmegóvás kérdése. A 200 éve szabadon álló romokon ugyanis látványos pusztítást végzett az időjárás. Mnajdra ráadásul 2001-ben vandál pusztítás áldozata lett. Első lépésként sor került előbbi, valamint a Ħaġar Qim rom befedésére, egy fémszerkezetre húzott ponyvával, amely megvédi őket az időjárástól. Azonban további határozott lépésekre lenne szükség, mert nem utolsósorban a magánkézben lévő épületek (Ta' Marżiena vagy Tal-Qiegħan és L-Imrejżbiet) elpusztítását egyelőre semmi nem akadályozza.

### Málta őskorának korszakolása
Málta őskori emlékeinek datálásában nagy szerepe volt a szicíliai neolitikus maradványokkal való összehasonlításnak, a radiokarbon kormeghatározásnak és a fák évgyűrűi alapján számított korszakolásnak (ld. következő fejezet). A máltai őstörténetnek a kerámiák díszítésére támaszkodó korszakolását Sir John Evans vetette fel először az 1950-es években, ez ma is a datálás egyik fontos segítsége. Málta őskorának szakaszait (más megfogalmazásban fázisait) az első vagy legjellemzőbb ahhoz köthető lelőhelyről nevezték el. A neolitikus kort alapvetően két szakaszra osztja a templomok megjelenése. Korábbi szakaszait a cseréptöredékek lelőhelyeinek, a templomok korának szakaszai a két legfontosabb templom nevével jelölik. A bronzkori szakaszok neveit ismét a legjellemzőbb lelőhelyek adták.
Málta őskorának szakaszai két kutató összehasonlítása alapján a következők:
| Korszak        | Szakasz        | Időtartam David H. Trump szerint | Időtartam Brian Blouet szerint |
| -------------- | -------------- | -------------------------------- | ------------------------------ |
| Neolitikum     | Għar Dalam     | Kr. e. 5000-4300                 | Kr. e. 5200-4500               |
| Neolitikum     | Szürke Skorba  | Kr. e. 4500-4400                 | Kr. e. 4500-4400               |
| Neolitikum     | Vörös Skorba   | Kr. e. 4400-4100                 | Kr. e. 4400-4100               |
| Templomok kora | Żebbuġ         | Kr. e. 4100-3700                 | Kr. e. 4100-3800               |
| Templomok kora | Mġarr          | Kr. e. 3800-3600                 | Kr. e. 3800-3600               |
| Templomok kora | Ġgantija       | Kr. e. 3600-3200                 | Kr. e. 3600-3300/3000          |
| Templomok kora | Saflieni       | Kr. e. 3300-3000                 | évszám nélkül említi           |
| Templomok kora | Tarxien        | Kr. e. 3150-2500                 | Kr. e. 3300/3000-2500          |
| Bronzkor       | Tarxien temető | Kr. e. 2400-1500                 | Kr. e. 2300-1450               |
| Bronzkor       | Borġ-in-Nadur  | Kr. e. 1500-700                  | Kr. e. 1450-800                |
| Bronzkor       | Baħrija        | Kr. e. 900-700                   | Kr. e. 900-800                 |

### Datálási módszerek
A különböző maradványok korát többféleképpen lehet meghatározni. Legegyszerűbb lenne az írásban rögzített események értelmezése, ám az őskorban az írás még nem terjedt el, Máltán pedig még az ókor első 5-700 évéből sincsenek írásos emlékek.
Ezek híján más módszerekre van szükség. Egyszerű logikai módszer a lelőhely talajrétegeinek sorrendjéből meghatározni a maradványok egymáshoz viszonyított korát. Ez - a megbolygatott helyszínek kivételével - legtöbbször biztos eredményt garantál. A másik hasonló lehetőség a fák évgyűrűi alapján az évek kiszámítása. Lehetőség van az ember-készítette tárgyak összevetésére más - esetleg már biztosan datált - lelőhelyen találtakkal vagy helyben talált, de máshol készültekkel, egyezés esetén ez is segíthet a korszakolásban.
Az egyik általánosan elfogadott műszeres módszer a radiokarbonos kormeghatározás. Ennek segítségével a fennmaradt szerves anyagok kora határozható meg, amelyek aztán datálják azt a talajréteget is, amelyben találták őket. A különböző módszerek párhuzamos használatával és az eredmények összevetésével finomítható a tárgyak és korszakok datálása.

### Dmitri Bekh-Ivanov elmélete
A 20. században elfogadottá vált a keréknyomokkal kapcsolatban az az elképzelés, hogy a vizes környezetben a puha kőbe vájt nyomok csak a levegőn keményedtek mészkővé. Dmitri Bekh-Ivanov orosz geológus ebből kiindulva az eddigi legkomplexebb - bár helyenként ingatag - elméletet dolgozta ki a kőkori emlékek kialakulásáról. Azzal egészíti ki a mészkő megszilárdulásának magyarázatát, hogy a Málta körüli tenger vízszintje - és ezzel Málta partvonala - Kr. e. 5000 körül állapodott meg a mai formájában, a nyomok létrejöttének idején Málta szigetei épphogy csak kiemelkedhettek a tengerből, így a ma 250 méter magasan lévő vájatok is a tengerpart közelében lehettek. Az azóta eltelt idő rövidségét kevéssé tudományos, szinte mitikus módokon magyarázza, ám tény, hogy a Földközi-tenger visszahúzódása vagy előretörése illetve Afrika közeledése hatalmas nyomáskülönbséget okozhatott a kőzetlemezben, ami a törésvonalak mentén kiválthatta egyes lemezdarabok (a szigetek, illetve a mai dombtetők) geológiailag nagyon gyors kiemelkedését is. Más területek törésvonalainál ez természetesen fordítva is bekövetkezhetett, így egy Szicília-Málta földhíd esetleges lakói valódi "bibliai" özönvizet élhettek át.
A keréknyomok az ő elmélete szerint a tektonikai változások miatt a tengertől távol került lakosok költözési útvonalai. A néhány nap alatt lezajló kiemelkedés (amely egyből mai magasságukra emelte volna a szigetek déli szikláit), elvágta az őskori embereket a víztől, ezért - és mivel a meredek sziklafalak szélére kerültek - a tengerhez közelebb kellett költözniük. Szánjaikat, csónakjaikat erre vontatták le a vízhez, még mielőtt az üledékes felszín kemény kővé szilárdult volna. Ez azt jelenti, hogy sok útvonalat csak egyszer használtak. Ezt azzal támasztja alá, hogy a nyomok szinte mindenütt a tenger felé vezetnek. Az egyik napról a másikra történő kiemelkedésnek a bizonyítékát abban is látja, hogy a déli part két sziklasora közti nyomok nem a tengerhez tartanak, sem a felső sziklaperem felé, hanem Misraħ Għar Il-Kbir irányába, ahol a felső sziklafal megszűnik. A szűk sziklapárkányon sem kőfejtő, sem templom nincs, más esetben tehát felesleges lett volna ide utat taposniuk. Az itt rekedt emberek viszont itt visszajuthattak a szigetre, és északon a lejtő felé haladhattak tovább. A költözés idején létező tómaradványok (növényekkel benőtt iszapos medencék) magyarázatot adhatnak arra is, miért tűnnek el, majd jelennek meg újra a nyomok, ugyanis a vastag iszapban a szánok talpa nem mindenhol érhette el a mészkő felszínét. Ugyanez lehet az oka annak is, hogy nincs nyoma a vájatokból kipréselt anyagnak, és hogy a nyomok - a beléjük folyt iszap miatt - megmaradtak, amíg a kőzet megszilárdult.
Bekh-Ivanov azonban nem áll meg itt, az éppen megszilárduló kőzetben magyarázatot talál a Máltán gyakori barlangokra is: a megszilárdult felszín alatt az akkori emberek felfedezték a puhább üledéket, amelybe barlangokat tudtak vájni, a kemény külső részt mennyezetnek használva. Ezzel magyarázza olyan szerkezetek kialakítását is, mint a xagħrai kőkör hipogeuma vagy a xemxijai sírok. A puha kőzetben akár ásóval is kivájható termek között oszlopokat hagytak, hogy a mennyezetet tartsa, ám ahogy lefelé megszilárdulva a kőzet nyomása egyre nagyobb lett a lent még mindig puha agyagon, a mennyezetek itt-ott beomolhattak. A Ħal Saflieni-i hipogeum több szintjét úgy értelmezi, hogy amint a felső réteg falai megszilárdultak, az emberek a mélyebben lévő, még puha kőzetbe újabb szintet vájhattak.
A templomok építéséhez használt köveket is hasonló forrásból származtatja: a megkövesedő felső réteget csak le kellett emelni az alatta lévő képlékeny agyagról, és élére állítani. Ez magyarázatot adna arra is, miért nem látszanak a nyers kőből épült templomok (Ġgantija, Ta' Ħaġrat) kövein a véső szerszámok nyomai, amelyek minden, az őskor óta megmunkált kövön megfigyelhetők. Ráadásul a több méteres köveket közvetlenül a helyszínen "termelhették ki", a messziről szállított, felső köveknek már nem kellett hatalmas méretűnek lenniük. A puha agyagot kődarabokkal elkeverve pedig létrehozhatták a torbát, azt az egyenletesen elterülő mesterséges kőzetet, amellyel a templomok padlóját borították.

## Málta első lakói

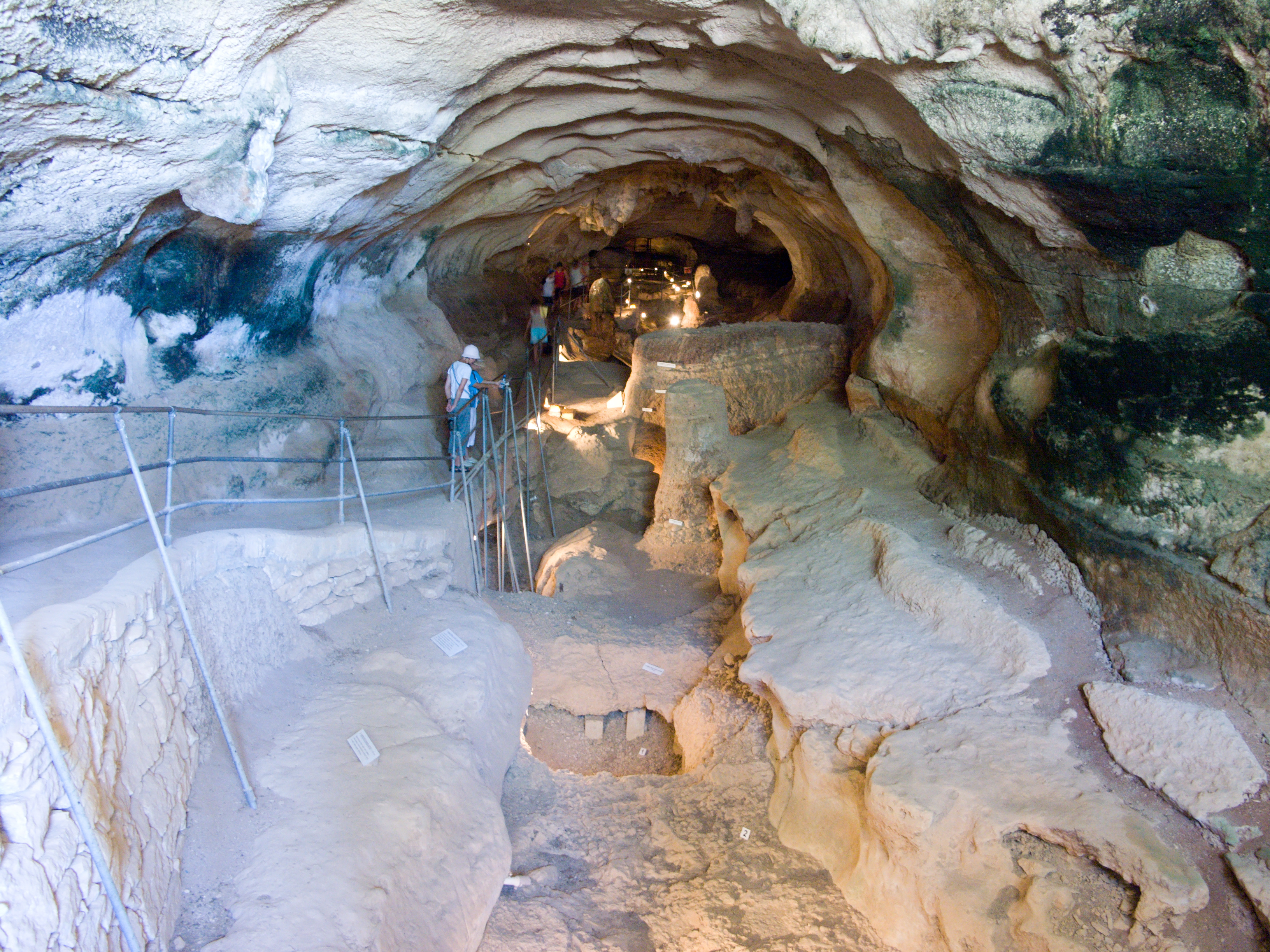
Għar Dalam barlangja

Málta első lakói biztosan Szicília kőkori lakói közül valók voltak. Bár rendkívül jó időjárási körülmények között egy jó szemű megfigyelő megpillanthatja Málta szigeteit Szicíliából is, valószínűbb, hogy a szicíliaiak a tengernek mindig ugyanazon pontján feltűnő orografikus felhőt látva vágtak neki az útnak. Csónakjaik meglehetősen alkalmatlanok voltak a tengeri útra, különösen veszélyes volt az út középső része, amikor maguk mögött már, maguk előtt még nem láttak földet. Útközben a szigetek közötti délkeleti irányú áramlat is segítségükre lehetett, bár a visszaúton hátráltatta is őket.

### Għar Dalam-szakasz
Málta legkorábbi lakóinak nyomai Kr. e. 5200 körültől mutathatók ki Gozo majd Málta barlangjaiban (Il-Mixta, Għajn Abdul, Ta' Kuljat, Għar Dalam). A cseréptöredékek egyértelmű hasonlósága arra utal, hogy a szicíliai Stentinello-kultúrából vándorolhattak el. Vonzó lehetett számukra Málta jó talaja, forrásai, és - az akkor még erdős szigeten - a vándorló vadállatok.
Miután letelepedtek, földművelő közösségeket alkottak. Az első ezer évben nem sokban különbözhettek a Földközi-tenger medencéjének más földművelő népeitől. Valószínűleg a föld egyes részeit pihentették, ám az erdők hamarosan - körülbelül a bronzkorra - eltűntek a szigetekről. Kis, agyagból és ágakból épült kunyhókban lakhattak, legalábbis nincs nyoma nagyobb településeknek. Vallásuk valamiféle termékenységi kultusz lehetett, ám a legtöbb emlék, ami fennmaradt, női alakok töredékei, illetve talán áldozatul szolgáló állatok csontjai.
Ettől az időszaktól kezdve folyamatos kereskedelmi kapcsolatok feltételezhetők a környező szigetekkel, amelynek legegyértelműbb bizonyítékai a csak importként beszerezhető nyersanyagok (pl. obszidián a Lipari-szigetekről és Pantelleria szigetéről vagy vörös okker Calabriából) vagy a máltai és szicíliai kerámiák hasonlósága. Előfordulnak importált edények töredékei is, amelyek Szicília egyes kultúráiban készülhettek.
A korszakra jellemző kerámiák szürke vagy fekete színűek, amelybe bemélyített minták (sorok, vonalak) alkotják a díszítést. Némelyikük mélyedéseiben fehér paszta található, feltételezhető, hogy mind így voltak díszítve. Ezek alakultak át később a Szürke Skorba anyagává. Az edények gömbölyded alakúak, némelyiknek lába is volt. Fogóik egyszerű mélyedések, lyukak, de vannak függőleges fülek is. Némely edény állatfej formájú.
A korszak legkomolyabb emléke a Ta' Skorba lelőhelyen (Mġarr Żebbiegħ nevű része) talált 11 méter hosszú, 1 méter vastag egyenes fal, amely majd 70 centiméteres magasságban állva maradt. Mivel egyik oldalán sincs padló, feltételezhető, hogy egy település körüli fal maradványai lehet. Datálásában a mellette felhalmozott háztartási hulladék volt a régészek segítségére.

### Szürke Skorba-szakasz
A Szürke Skorba nevét a kerámiák polírozott szürke felületéről kapta. A kétféle Skorba anyaga a kiégetéskor keletkező apró fehér részecskékben tér el a megelőző illetve későbbi anyagoktól. Formáikra a kerek talpú, esetleg lábas, gömbölyded tálak jellemzők, főleg S alakú vagy vízszintes, az edény oldalából ívesen kihajló fülekkel.
A Ta' Skorba templom környezetében talált épület- és eszközmaradványok már egy szicíliai gyökerekkel rendelkező, de Máltán teljesen berendezkedett földműves közösségről tanúskodnak. A töredékek alapján a magukkal hozott Cardium-impresso kultúra elkezdett átalakulni egy helyi változattá, amelynek éppen itt volt az első lelőhelye. Ebből a korból származó töredékeket azonosítottak a gozoi Santa Verna templom helyén állt településen is.

### Vörös Skorba-szakasz
A helyi agyagedények átmenet nélkül fejlődtek tovább, legalábbis eddig nem találtak átmeneti réteget a Szürke és Vörös Skorba között. A fülek formája és a pontozásos módszer azonban arra engednek következtetni, hogy közvetlen kapcsolat van a kettő között. A Vörös Skorba fő jellemzője azonban a vörös agyagkeverék, amellyel az edényeket borították. Ez rokonságot mutat az itáliai és szicíliai Diana-kerámiákkal is, ám az edényeknél a helyi formák maradnak jellemzők. Az edények nagyobbak, jellegzetesen magas karimával, hosszú lábakkal. Legkülönlegesebb emlékei azonban a hosszú, kétágú fülben végződő tálak. Ekkorról ismertek az első, birkacsontból készült orsók, ám textíliák nyomai nem maradtak fenn.
A Vörös Skorba első azonosítása a már említett Ta' Skorba templom mellett talált épület maradványaiból sikerült. A későbbi templom mellett két helyiség maradt fenn, amelyek az első meglepő bizonyítékot szolgáltatták, hogy egy kővel bőségesen ellátott szigeten az emberek agyagtéglákból (is) építkeztek.

## A templomok kora
Vitatott kérdés, hogy újabb bevándorlás, vagy egyszerű helyi fejlődés eredménye volt a későbbi rohamos előrehaladás a társadalomban és a főként a technikai vívmányokban. Azonban kétségtelen, hogy szükségszerű volt a társadalom magasabb szintre jutása, a felesleg felhalmozása ahhoz, hogy a későbbi építmények, a hipogeumok és templomok létrejöhessenek. Blouet még azt is felveti, hogy túlságosan nagy falat lettek volna az akkori lakosságnak, és hogy a szigetek valamiféle nagyobb jelentőséggel bírtak a környező szigetek számára is, amelyek így összefogtak a helyiekkel a templomok építésére.

### Żebbuġ-szakasz
A következő időszak kerámiái kevés hasonlóságot mutatnak a korábbi Skorba-kerámiákkal, ám szembeötlő a hasonlóságuk a Szicíliában megjelent kora rézkori tárgyakkal. Ahhoz azonban nincs elég bizonyíték, hogy egy újabb bevándorlási hullámra gondoljunk, sem az első három szakaszból származó emberi maradvány, hogy DNS-vizsgálattal lehessen igazolni a későbbi lakosokkal való rokonságot. Ebből a szakaszból származnak a legkorábbi sziklába vájt sírok, amelyek egy új temetési rítus bevezetéséről tanúskodnak. Egyes kulturális elemek mégis részleges folytonosságról tanúskodnak, a következő másfél évezredben pedig külső hatástól mentesen, zártan folyt a máltai kultúra fejlődése.
Az edények döntően megváltoznak: nem találjuk a Skorbára jellemző fehér részecskéket, az anyaguk felületesebben van kiégetve, így néha barnás-feketés színű. A poharakat kivéve eltűnik a lapos kerek talp és a lábazat. A forma is egyszerűsödik: a henger alakú test felfelé haladva egy éles vonalban szűkülni kezd, majd egy határozott nyakban, végül egy újra szélesedő peremben végződik. A forma azonban egyszerűbb is lehet, egészen az egyszerű henger alakú, mély tálig. A díszítést a kemény anyagba karcolták, meglehetősen szabálytalanul. A nyakat általában körbefutó fehér vonal határolta. Időnként feltűnik a fehér berakás. Egyéb tárgyaikat főleg csontokból készítették. Fel-feltűnnek az erre a szakaszra jellemző antropomorf minták is.
A Skorba templom környezetéből ismert egy erre a szakaszra datálható épület is, amelyről csak a padló maradványai tanúskodnak. A templom másik oldalán egy két helyiségből álló épület emlékei láthatók, korához képest meglehetősen jó állapotban. A kutatások alapján ez már a templomok előfutárának tekinthető. Az itt talált megpörkölődött magok tanúsítják, hogy már ekkor háromféle gabonát, valamint a lencsét meghonosították Máltán. Ebből a korszakból származnak az első emlékek a xagħrai kőkör és a Ħal Saflieni-i hipogeum környezetéből is. Az itt talált emberi maradványok vizsgálata alapján a szigetek ekkori lakói jó egészségnek örvendtek.
A családok ekkor még valószínűleg maguk termelték meg a szükséges élelmet, készítették el a tárgyaikat. Az egyre fontosabbá váló edénykészítés is otthon történhetett, csak az épületek építése igényelte a közösség összefogását.
A temetkezéseknél ekkortól egyértelműen megfigyelhető a mediterrán térségre jellemző, kőbe vájt üregbe történő temetés. A legtöbb helyet egymás után többször is használtak, a korábbi maradványokat a helyiség végébe vagy egy tárolóhelyiségbe hordva. A halott mellé különböző tárgyakat is temettek, kis fejszéket, ember alakú függőket, gombokat. A csontokat vastagon borítja a vörös okker, amely talán a vér szimbóluma lehetett. A xagħrai kőkör Żebbuġ-szakaszhoz tartozó sírja a legkorábbi kőbe vájt sír a szigeteken. A két mélyedés nyílását egy 70 cm mély függőleges vájat mélyén kőtömbök zárták le. 54 felnőtt és 11 gyermek maradványai nyugodtak bennük. Mivel az apróbb csontokból jóval több maradt, mint nagyokból, feltételezhető, hogy a megtelő sírból a korábbi csontokat egyszerűen kihordták, hogy a kamrát továbbra is használni lehessen. Ugyanígy tettek az edényekkel is. Az egyik kamra bejárata mögé - amolyan őrként - egy fából faragott fejet állítottak.

### Mġarr-szakasz
A korábbi és későbbi szakaszokhoz képest kevésbé érdekes időszak. Több templom helyén a korábban ott álló falu cseréptöredékei erre az időszakra datálják a településeket. Nevét a legkorábban felfedezett (a Ta' Ħaġrat templom alatti) ilyen falu helyéről, a maltai Mġarr-ról kapta a nevét. Brian Blouet ebbe a szakaszba datálja a hat sírt Xemxijában.

### Ġgantija-szakasz

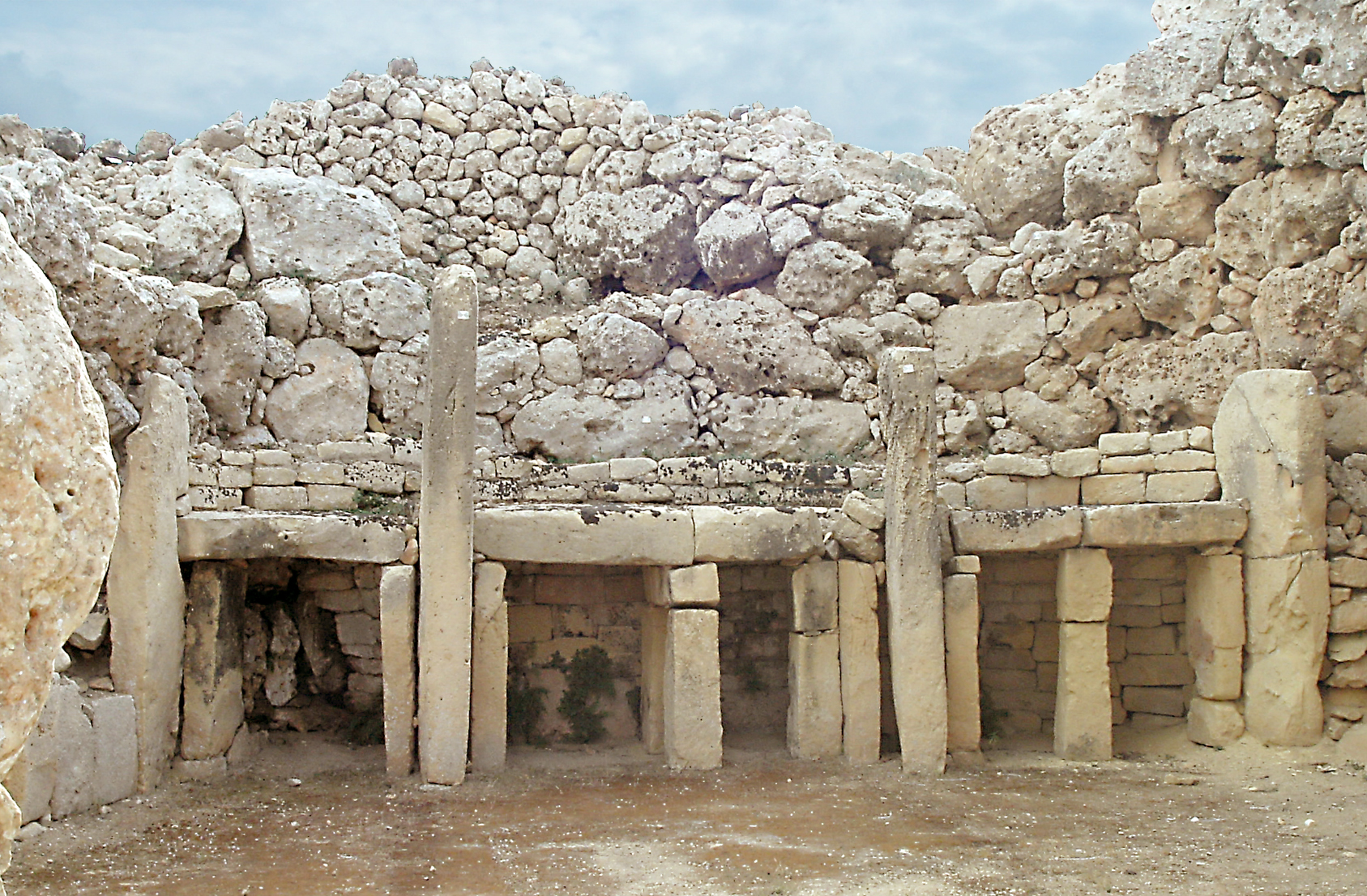
Oltárok a Ġgantija hátsó termében

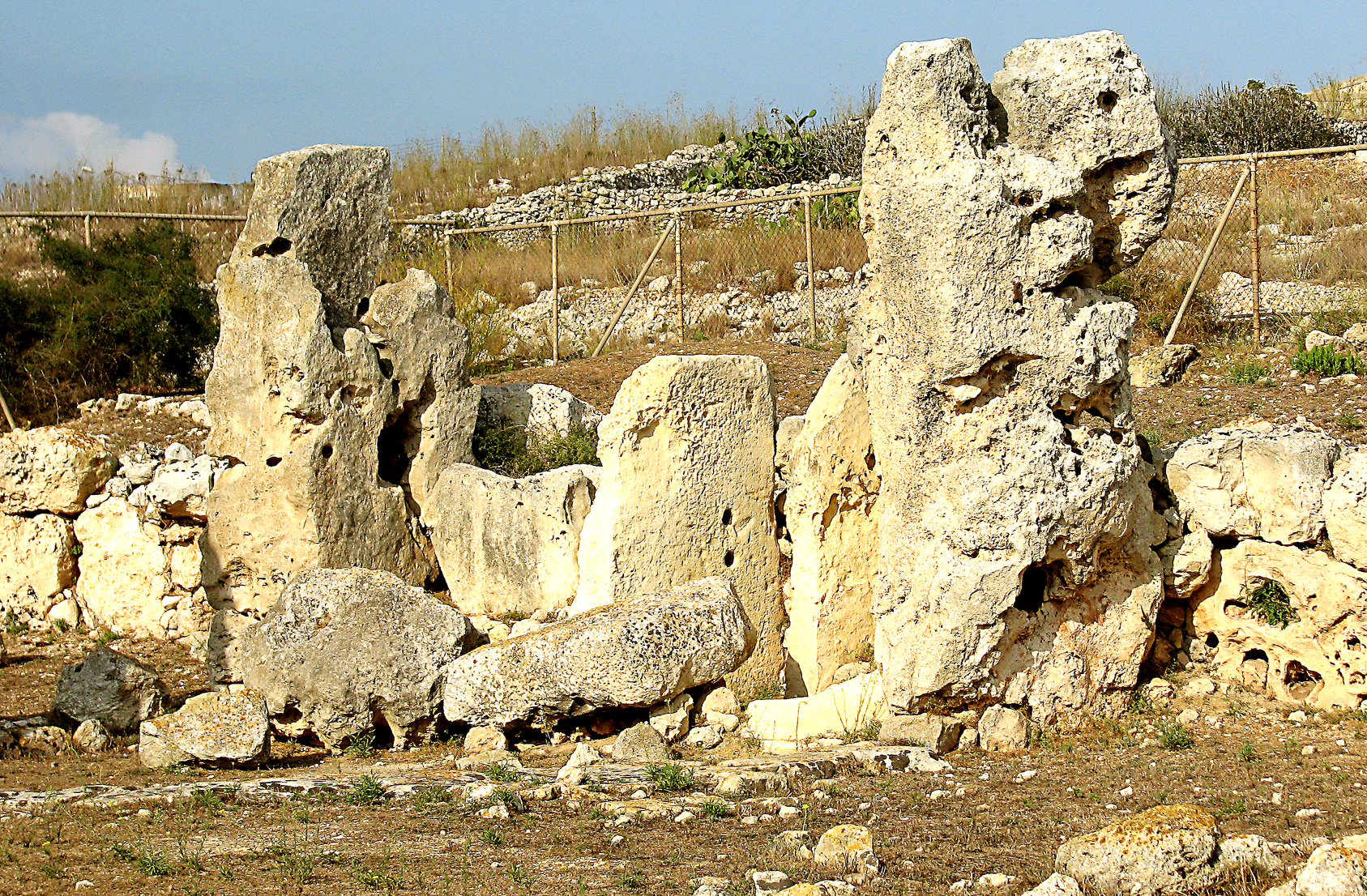
Ta' Skorba még álló bejárata

Kr. e. 3600-3500 körül a földművelő közösség, amely addig alig különbözött a többi újkőkori kultúrától, hirtelen elkezdett kőből építkezni. Nem egyszerűen a kunyhók anyagát cserélték le, a templomok elemeinek, formáinak, funkcióinak sokszínűségéhez nem is mérhető a korábbi épületek egyszerűsége. Az ovális termekből álló, két kősor közé hordott földből emelt épületek több eleme (a konkáv, homorú homlokzat; a függőleges és vízszintes kősorok, illetve azok praktikus elrendezése; az egyetlen kőtömb közepén vágott átjárók) semmilyen korábbi épületben nem található meg. Korábbi találmány volt az ún. torba, egy zúzott kőből és cserépből döngölt padló.
Az alaprajz ebben a szakaszban jellemzően egy vagy két egymást követő, ovális kamrából és egy lezáró mélyedésből (más fogalmakkal 3 vagy 5 apszisból) áll, anyagok korallmészkő.
A Ġgantija-szakaszban épült templomok:
- Buġibba
- Ġgantija
- Kordin III
- Mnajdra keleti templom
- Santa Verna
- Ta' Marżiena (valószínűleg)
- Tarxien legkeletibb templom
- Ta' Skorba nyugati templom

Ebben a szakaszban készültek a Xemxija mellett feltárt, kőbe vájt sírok is. Hat sírkamrát vájtak itt az öböl fölötti domboldalban, öt közülük háromívű, egy pedig ötívű alaprajzzal. A sírokból edények is előkerültek. Az üregek egészen a bronzkor végéig használatban maradtak. Ebből az időszakból már jelentős mennyiségű cseréptöredék maradt fenn a Ħal Saflieni-i hipogeumban is, bár a csarnokok akkor még nem ma ismert formájukban állhattak.

### Saflieni-szakasz
Átmeneti szakasz a Ġgantija-szakasszal párhuzamosan, amely nem járt jelentős társadalmi változásokkal, Blouet egyáltalán nem is rendel hozzá évszámot. Egyetlen templomot kötnek hozzá, legfőbb emléke azonban a Ħal Saflieni-i hipogeum, amelyről a nevét is kapta.
A Saflieni-szakaszban épült templom:
- Ta' Ħaġrat keleti templom

### Tarxien-szakasz

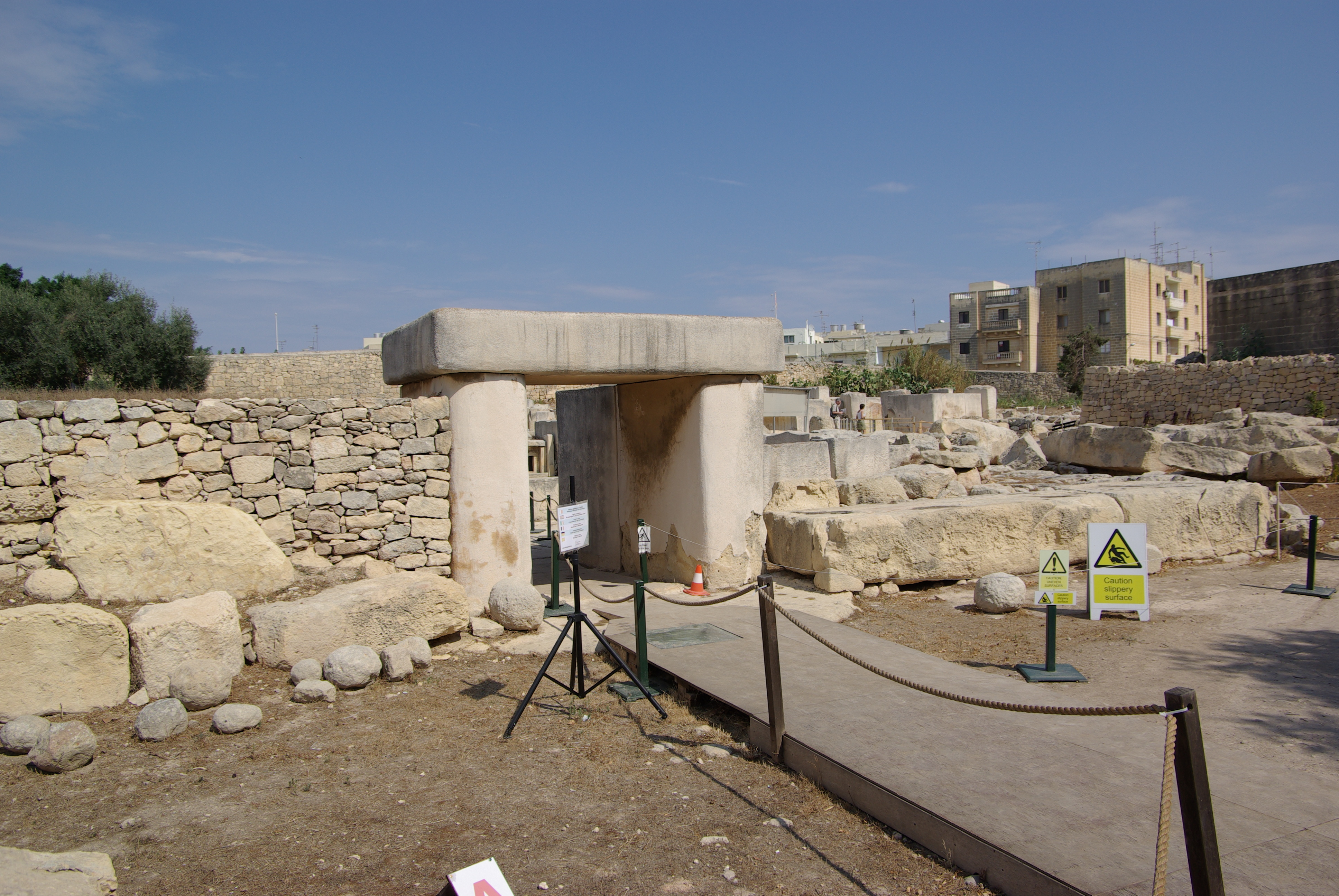
Tarxien keleti templomának bejárata

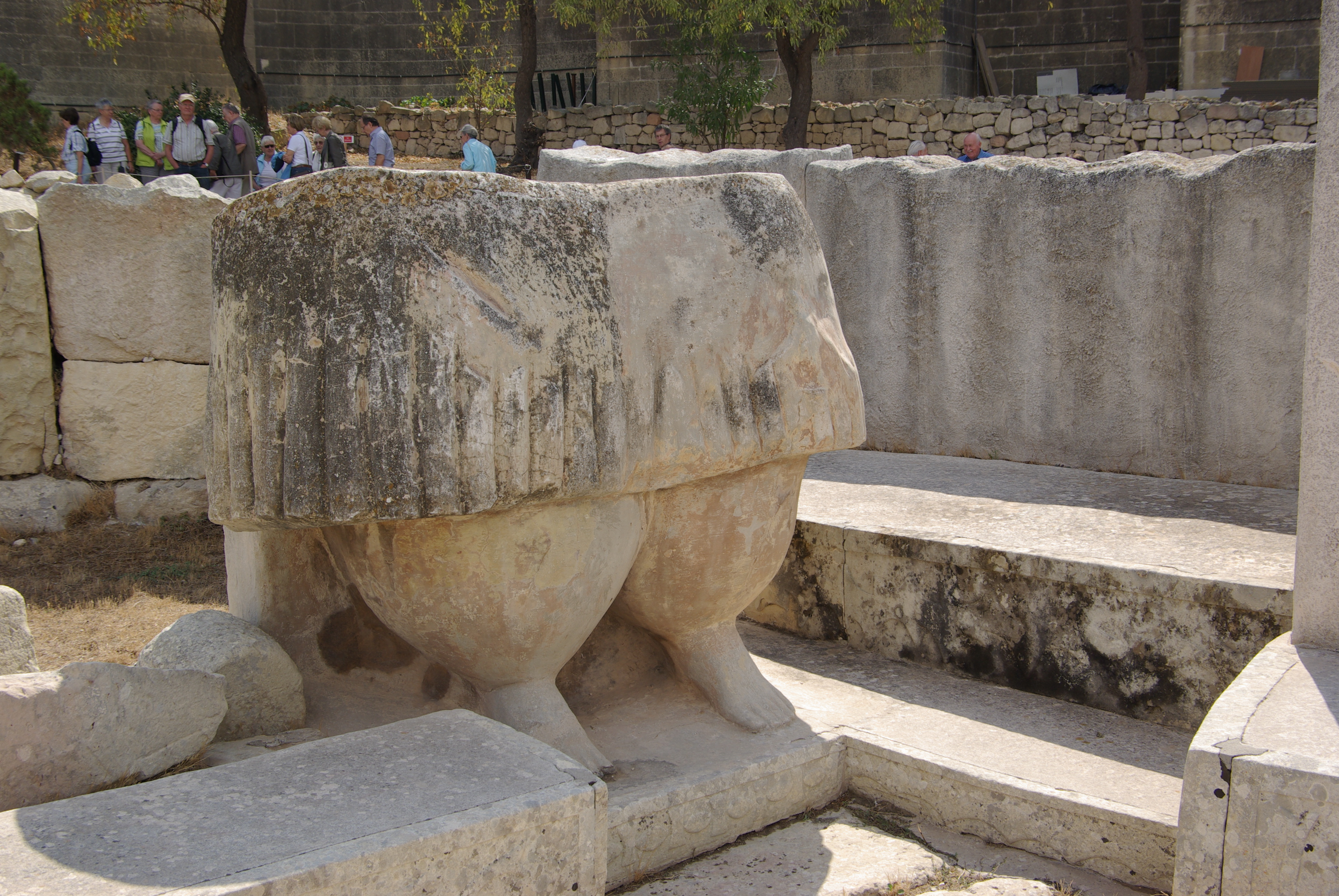
Istennőszobor Tarxienben

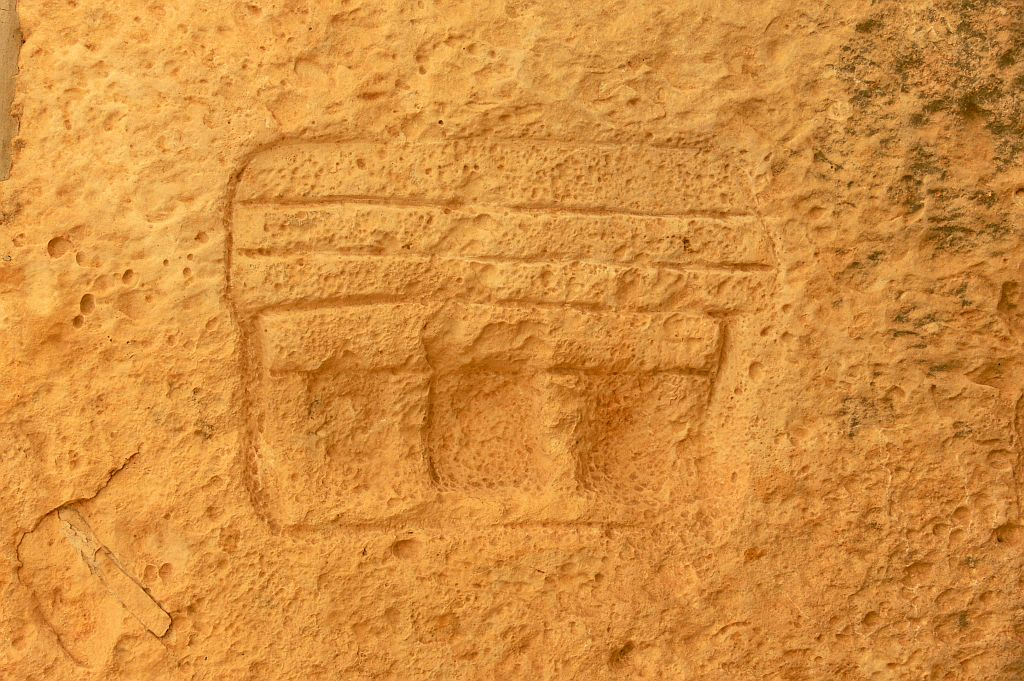
Templomábrázolás Mnajdra középső templomában

Ebben az időszakban megváltozott a templomok építésének módja. Az alaprajz fő módosítása a középső apszis eltűnése volt, helyette legfeljebb egy fülke maradt. Ezzel szemben a általában legalább két, Tarxien esetében három teremmel (vagy 4 illetve 6 apszissal) rendelkeznek. A templomokat ettől kezdve puhább globigerinás mészkőből építették, amelyet jobban lehetett faragni és díszíteni.
Különleges a helyzete a Ta' Skorba keleti templomnak, amelynek alaprajza alapján a Ġgantija előtt kellene állnia a kialakulási sorrendben, ám padlója alatt Saflieni-szakaszra jellemző cseréptöredékeket találtak. Hasonló a helyzet a Ħaġar Qim északi temploma esetében is.
E szakaszban készült cseréptöredékek kerültek elő a Ġgantijától néhány száz méterre lévő Għar ta' Għejżu barlangból. 1995-ben pedig Taċ-Ċawlánál (Rabat, Gozo) Mark Horton és Nathaniel Cutajar egy falra bukkantak, amely körül számos ám apró, Tarxien-szakaszból származó, díszítetlen cseréptöredéket találtak. Mivel a közelben nincs templom, és mivel nagy részük nincs díszítve, van remény, hogy elsőként sikerül egy ebből a korszakból származó lakóhelyre bukkanni.
Öt különleges edényt találtak bizonyosan Tarxien-szakaszhoz tartozó rétegekben, amelyek formája megfelel a Tarxien temető-fázis jellemző edényeinek. Magas, csonka kúp alakú talpon egy kerek, vékonyodó karimájú tál áll, az edény füle egyik végén a talphoz, másikon a felső tálhoz kapcsolódik. Ezek arra utalhatnak, hogy bár nagyon éles váltás érzékelhető a templomok kora után - erről még később írunk - legalább a lakosság egy része a korábbi korszak népességének kultúráját vitte tovább.
A kultúra hanyatlása végül titokzatos és gyors befejezéshez érkezett. Kr. e. 2500 körül eddig ismeretlen okból az addigi kultúra kihalt. Egyes templomokon pusztulás nyomai láthatók (tűz festette falak illetve a falakból kipattintott kődarabok), funkciójuk megszűnt, bár Tarxienben temetőt rendeztek be, Skorba és Borġ-in-Nadur szálláshely lett. Egy magyarázat alapjául szolgálhat, hogy a templomépítők kultúrájában teljesen ismeretlen mindenféle fegyver, semmilyen harcra utaló nyom nem maradt fenn, a Tarxien temető-szakaszban azonban gyakoriak a tőrök, a települések pedig jól védhető helyen épültek. Ezek azt sugallják, hogy a korábbi kultúrát egy harcos nép rohanta le és pusztította el. Más magyarázatok (járvány, vallási okok) inkább csak nem cáfolhatók, mint védhetők.
A Tarxien-szakaszban épült templomok:
- Borġ in-Nadur
- Ħaġar Qim északi templom
- Mnajdra déli és középső templomok
- Tarxien: a nyugati, a középső és a keleti templomok
- Ta' Skorba keleti templom
- Xrobb Il-Għaġin

## Bronzkor Máltán

### Tarxien temető-szakasz
A templomépítők eltűnése után a maradványok teljes újrakezdésről tanúskodnak. Szinte semmiféle rokonság nem fedezhető fel az addigi és az új lakók kultúrája között. Ezek már bronz eszközöket használtak, elhamvaszották a halottaikat, ám nem álltak a kulturális fejlettségnek azon a fokán, mint a korábbi népesség. Egyes felvetések arról szólnak, hogy a szigetek teljesen elnéptelenedtek, az új hódítók üres földeket és épületeket találtak itt, bár ennek néhány lelet mégis ellentmond. Antropológiai vizsgálatok segíthetnének a kérdés tisztázásában, ám ez az új lakóknál szokásos hamvasztás miatt nem lehetséges. Mindenesetre több helyen a korábbi templomok közelében telepedtek meg. A névadó helyszín maga a Tarxien templomegyüttes, amelynek első templomában az új lakók temetőt rendeztek be. Falu épült a xagħrai kőkör hipogeuma fölé is, ám azt nem használták temetkezésre.
Kerámiáik a Lipari-szigetek és Nyugat-Görögország edényeire hasonlítanak, ám ez a hasonlóság közel sem olyan mértékű, mint a korai Għar Dalam-Stentinello volt. Már a korábbi Tarxien-szakaszban is találtak a helyitől nagyon eltérő, a Tarxien temető-szakaszban jellemző kerámiákat, amelyek talán importból származhattak, ám eredetük vitatott.
Épületeik egyszerűek. Málta dolmenjei egy-egy kisebb tömbökre fektetett nagy kőtömbből állnak, és temetkezésre szolgáltak. Kőtömbjeik mérete azonban még mindig lenyűgöző. Mivel hasonlót legközelebb a dél-itáliai Puglia földjén találni, lehetséges hogy Málta új lakói innen érkeztek. Lakóépületek maradványait tárták fel Borġ-in-Nadurnál, ám olyan rossz állapotban, hogy nem sokat árul el az épületről. A templomok egy részét is igénybe vették. Tarxienben temetőt alakítottak ki, több templom "apszisait" pedig elfalazták, rituális- vagy lakóhelyeket vagy rendezve be bennük. A legbiztosabb valódi település a xagħrai kőkör helyén épült, azonban itt is csak nagy mennyiségű szürke törmeléket találtak, ami talán vályogtéglák maradványa lehet.
A nyomok alapján a szigetek lakossága ekkor még kevés lehetett, sem szaktudásban, sem jólétben nem tűntek ki a környező területek lakói közül. A korábban is termelt gabonafélék mellett ekkor jelent meg a lóbab.

### Borġ-in-Nadur-szakasz

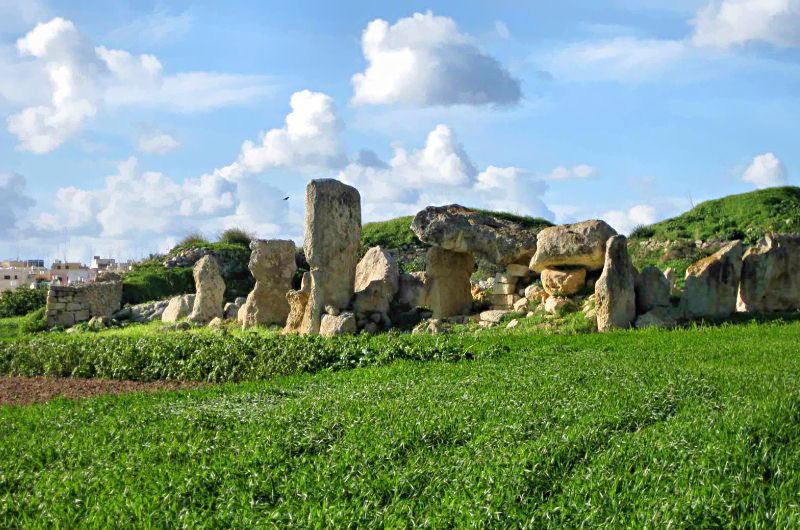
Borġ-in-Nadur

Kr. e. 1450 körül új lakók érkeztek. Ebből a korból már számos település ismert, Borġ-in-Nadurban pedig épületek nyomai is fennmaradtak. A települések helyszínválasztásában ekkor védelmi szempontok dominálnak: meredek sziklákkal körülvett lapos tetőkre építkeztek. Jellegzetes helyszínek In-Nuffara (Xagħra), Il-Qolla (Burmarrad) vagy Qarraba (Għajn Tuffieħa). Máshol, ahol a szikla nem kerítette körül teljesen a települést, falakat emeltek. Emellett voltak védmű nélküli falvak is, illetve újra használatba vettek néhány barlangot, bár hogy milyen célra, azt aligha lehet kideríteni.

## Őskori emlékek

### Kerámiák
Adott kultúrkörhöz, korszakhoz tartozó kerámiák bizonyos vonásaikban általában megegyeznek, ez alapján lehetséges a kultúra és a korszak azonosítása is. Különösen igaz ez Máltán, ahol méreténél fogva nem voltak jelentős eltérések a kézművesség fejlettségi foka vagy a használt anyagok tekintetében. Mindenféle funkciójú edény megtalálható a szigeteken, hétköznapi és ceremoniális használatra szántak egyaránt. Dekorációik lehetnek bemélyített, karcolt, berakott, esetleg az anyagra tapasztott formák.
Málta legkorábbi kerámiái a Földközi-tenger nyugati medencéjében elterjedt, szívkagyló-nyomatokkal díszített edényekkel mutatnak rokonságot. Később aztán mind anyaguk, mind a használt formák változnak, az egyes korszakokra jellemző sajátosságokat kialakítva. Nagy előrelépést jelentettek a templomok idejére feltehetőleg elterjedt zárt kemencék, amelyekben az edények sokkal egyenletesebben és alaposabban égtek ki, mint korábban nyílt tűzön.

### Templomok

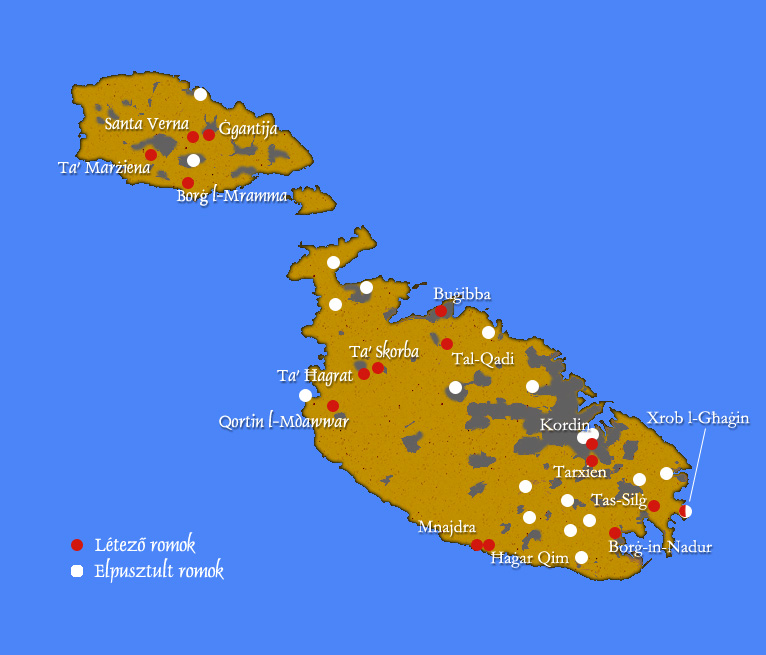
A templomok elhelyezkedése

A máltai őskor leghíresebb emlékei a templomok. A szigeteken 20 és 30 közötti számú templom maradványai ismertek, ennél jóval több is lehetett. A templomok egyszintes íves falú, a korábbi sírok íves termeire emlékeztető "apszisokból" vagy ovális termekből álló komplex épületek voltak. Anyaguk, szerkezetük változó. Általában csoportokban helyezkedtek el, ám települések ne ismertek ebből az időből, így nem világos, miként kapcsolódtak a közösséghez. A bennük talált emlékek hordozzák a korszakról származó ismereteink elsöprő többségét.
Több helyen a körülkerítő fal elbontásával egy újabb szentélyt illesztettek az épületbe. A templomok szakrális funkciója vitán felül áll, erről szobrok (az úgynevezett "kövér női", angolul "fat lady" szobrok) és "oltárok" tanúskodnak. A legtöbb épület azonban csak romos maradványként ismert, funkciójuk csak részben világos. Építésük módja is rengeteg találgatásra ad okot, biztos válaszok egyelőre nincsenek. Az építőanyag szállításának módja - amelyek alkalmanként több kilométer távolságból érkezett - egyelőre vitatott. Az építmények helyét elegyengették, majd felállították a külső kősort és a termek falát. A kettő közötti rést ezután feltöltötték földdel és törmelékkel. Ezután jött a kövek esetleges simára faragása, díszítése, majd a templom berendezése. Hogy miként voltak befedve, arról csak találgatások vannak.
David H Trump felveti a kérdést, hogy ilyen komplex és korábbi mintát nélkülöző épületek kialakulását - korábbi változatok híján - nem tekinthetjük egy fejlődési folyamat végeredményének. Ebben az esetben azonban feltételezhetjük, hogy a templomok kidolgozása a korábbi földbe vájt termek alapján egyetlen ember érdeme is lehet. Ugyanis nem valószínű, hogy előzmény nélkül egymástól függetlenül több ember ugyanarra az elképzelésre jusson, és olyan tudással rendelkezzen, hogy ilyen terveket, modelleket elkészíthessen. Ő a Ġgantija déli templomának építészét tekinti a templomtípus kiötlőjének, akinek műve alapján az összes többi épület elkészülhetett.

### Települések

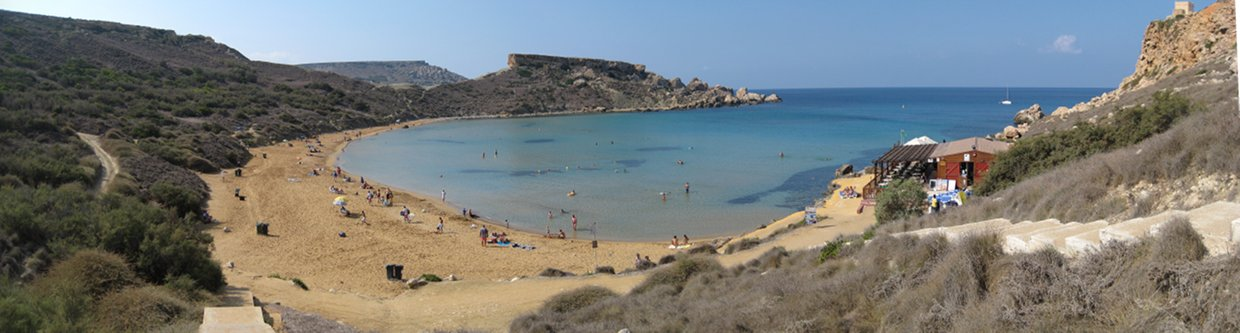
Għajn Tuffieħa panorámája, hátul Qarraba platója, amelyen a bronzkorban erődített település állt

A legkorábbi maradványok arra utalnak, hogy a legkorábbi "települések" természetes barlangok voltak, mint az említett Għajn Abdul vagy Għar Dalam. Az első fennmaradt épületnyom a Ta' Skorba templom mellett található falszakasz, amely egy a települést körülkerítő fal maradványa lehet. Ugyancsak itt találhatók téglakunyhók nyomai is, amelyek még mindig a templomok előttre datálhatók. Több templomnál is bebizonyosodott, hogy egy korábbi település helyére épültek. Egészen a bronzkorig azonban alig vannak konkrét településre utaló nyomok. Több kutató felfigyelt rá, hogy a templomok és hipogeumok csoportosan helyezkednek el (Gozo: Ġgantija - Xagħrai kőkör - Santa Verna, Paola: Tarxien - Kordin - Ħal Saflieni, Marsaxlokk: Tas-Silġ - Borġ in-Nadur - Xrobb il-Għaġin, Qrendi: Ħaġar Qim - Mnajdra, Mġarr: Ta' Skorba - Ta' Ħaġrat). Bár ez nem bizonyíték települések létére, valószínűsíthető, hogy egy-egy közösség a lakóterületén több épületet is emelt. Trump fél tucat ilyen közösségről tesz említést, amelyek közül a Nagy Kikötő/Paola környéki közösség csak egy kicsivel járt a többi előtt.
A Tarxien temető-szakaszból származnak az első egyértelmű településnyomok, amelyek több helyen is a korábbi templomok vagy hipogeumok közelében vannak (bár konkrét kapcsolat nem mindig van). A következő szakaszban aztán a falvak mellett erődített "városok" is épülnek jól védhető, kiugró sziklatetőkön.

### Más építmények

#### Hipogeumok

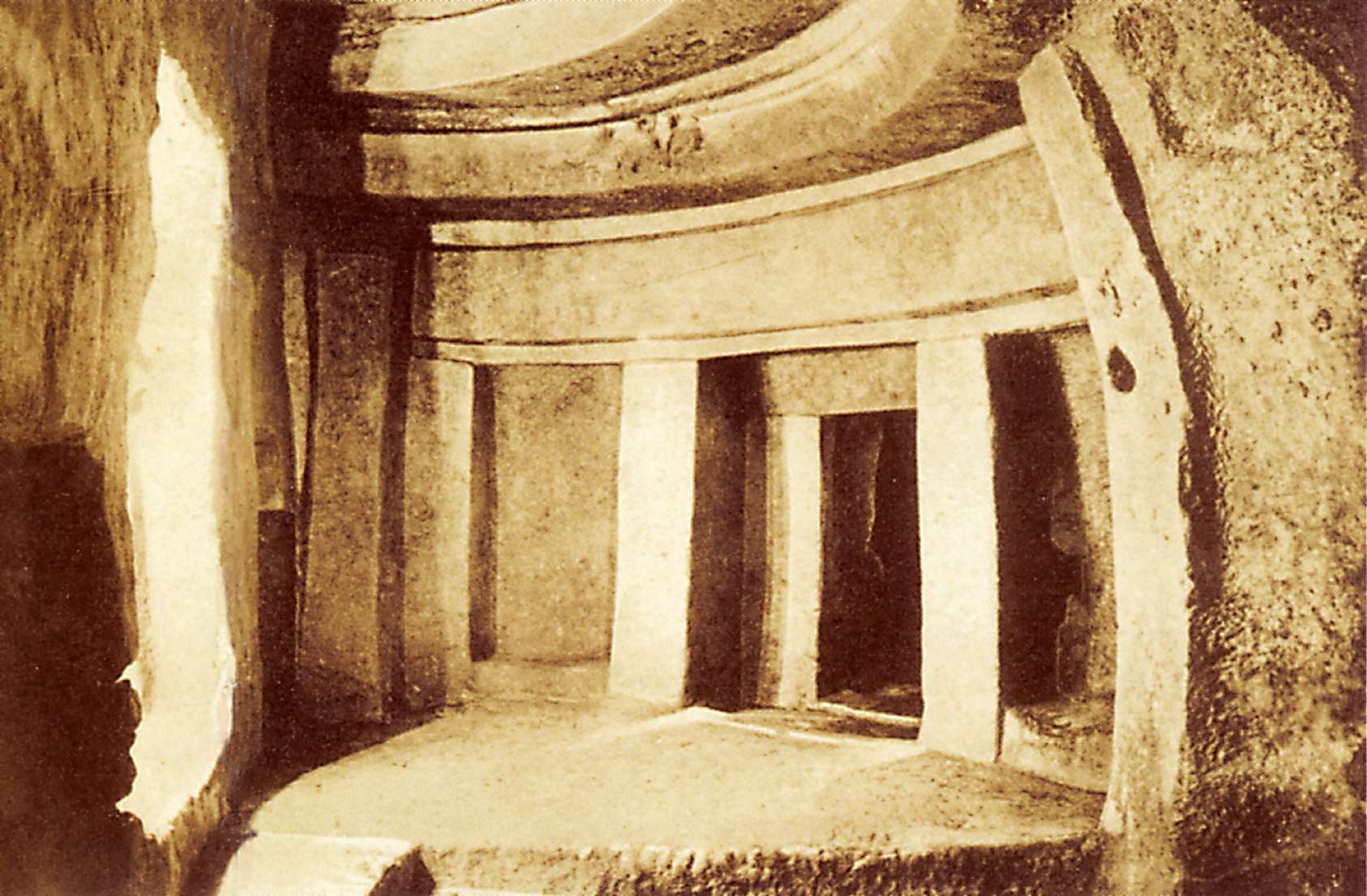
A "Szentek szentje" a Ħal Saflieni-i hipogeumban

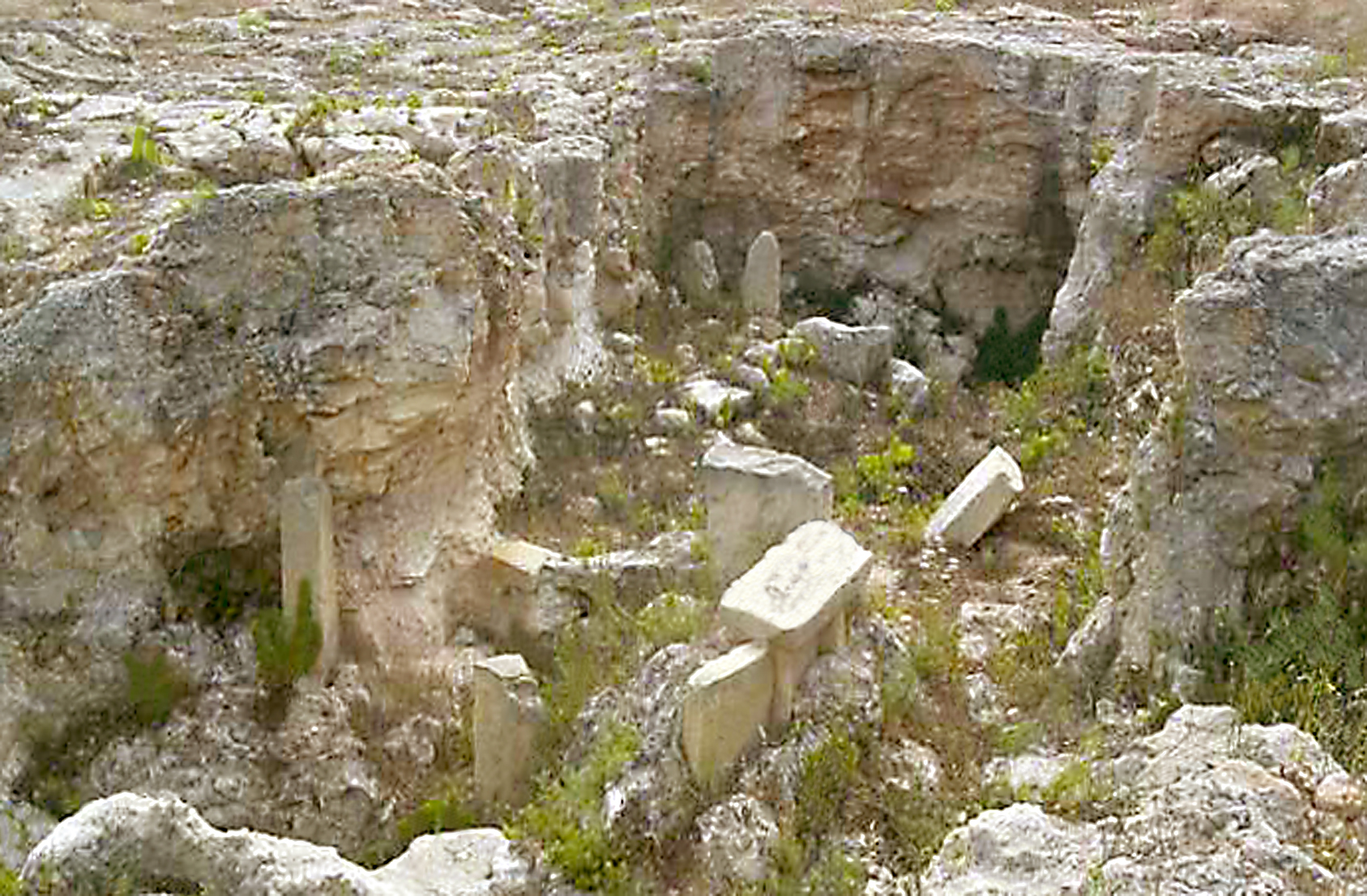
A Xagħrai kőkör ma

Számos hipogeum maradt fenn Málta-szerte. Az egész Mediterráneumban elterjedt temetkezési forma már a templomok előtt megjelent a szigeteken. Többször is használták őket, erről tanúskodik, hogy a termeket többször kiürítették, a korábbi csontokat kihordva vagy a termek végében felhalmozva. A kisebbek egy-egy család sírjául szolgálhattak, a nagyobbak egy egész közösség temetkezésére is megfeleltek. Bejáratuk többnyire egyszerű nyílás volt a felszínen, amelyet általában kőtömbbel elzártak. A nagyobbak mennyezetét oszlop tartotta. Gyakran csoportban fordulnak elő (pl. Xemxija). Mivel nem voltak kitéve az időjárásnak és részben a kora újkori "kutatásoknak" sem, a templomoknál jobb állapotban maradtak ránk.
A temetés rítusáról semmit nem tudni. A testek többnyire kinyújtott- vagy magzatpózban találhatók, a sírmellékletet apró fejszék, áldozati tál, terrakotta figurák alkotják. Sok helyen vörös okker borította a csontokat, valószínűleg a vért jelképezve. Amikor a hús elenyészett, a csontok már nem képviselték a személyt, azokat egyszerűen kiszórták, hogy helyet csináljanak az újabb temetéseknek.
Méretben a mészkőbe vájt üregtől a többszintes, díszesen faragott termekből álló labirintusig terjednek. A két legfontosabb az épen fennmaradt Ħal Saflieni-i hipogeum és a 19. században romba döntött Xagħrai kőkör. Nem mindet faragták ki a hagyományos formákra, Bur Mgħeżnél egy természetes barlangba temetkeztek, valószínűleg ez függött a használó közösség helyzetétől is. A részben a templomokra emlékeztető, egyes elméletek szerint azoknak is mintául szolgáló építményeket a templomépítők korának végeztével többnyire lezárták, többet nem használták, bár Xemxijában még a bronzkorban is temettek.

#### Ciszternák
Néhány bizonyíthatóan őskori ciszterna (angolul tanks) ismert. A két legfontosabb a Misqa Tanks az Mnajdra templom közelében, illetve a Ħal Saflieni-i hipogeum ciszternája. A templomok korából származók - mint a két példa - jóval nagyobbak a bronzkori és föníciai ciszternáknál, íves alakjuk pedig kizárja a római eredetet. Mindkét említett ciszternát globigerinás mészkőbe vájták. Funkciójuk szinte biztosan az esővíz összegyűjtése és tárolása volt. A kormeghatározást nehezíti, hogy a rendszeres tisztítás eltüntetett belőlük minden datálható maradványt.

### Egyéb emlékek

#### Keréknyomok

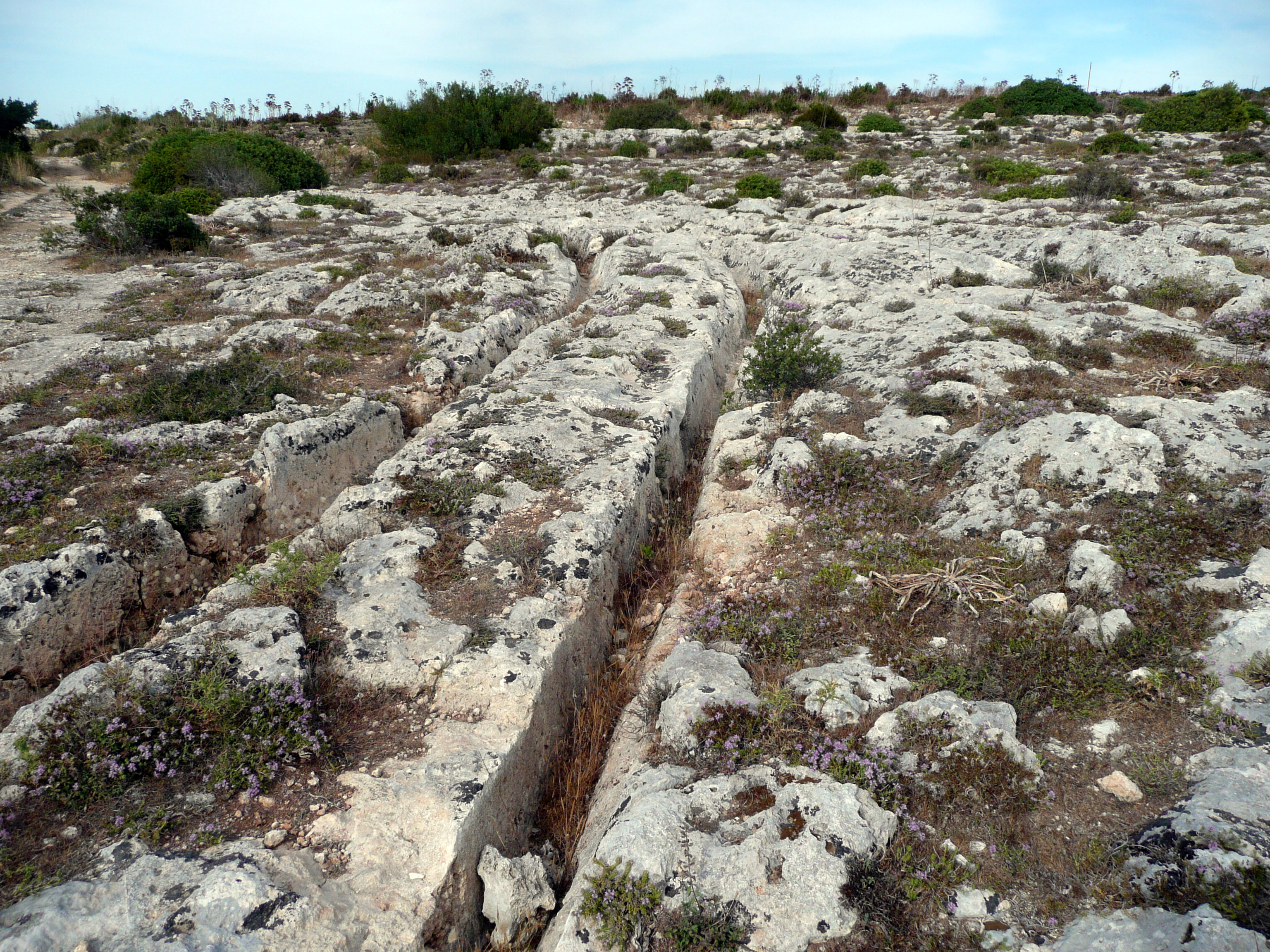
Keréknyomok

Az úgynevezett keréknyomok (angolul cart ruts) Málta legismertebb és legtitokzatosabb archeológiai emlékei közé tartoznak. Keletkezésük idejét általában a kőkor végére vagy a bronzkorra teszik, bár nagyon eltérő elméletek is születtek. Az egymással többnyire párhuzamosan futó, több kilométer hosszan a felszíni mészkőbe vájt nyomok eredete és rendeltetése sok kutatót foglalkoztat.
A két nagy szigeten fennmaradt, sziklába mélyedő vágatok néhány 2-67 centiméter mélyek, mélységük meglehetősen gyorsan változhat. Keresztmetszetük U vagy V. Szélességük a nyílásnál 8 és 53 centiméter, az aljukon 6 és 14 cm között változik. Nyomtávolságuk átlagosan 1,4 méter. Hosszú kilométereken át kanyarognak hegytetők és völgyek között, néhol a tengerben, máshol egy szikla alján és tetején folytatódnak, bár ezeknek földtörténeti magyarázata is lehet. A leghosszabb 18 kilométeren át követhető. Futásukból ítélve jelenleg a bronzkori telepekhez kötik őket, mibenlétükre nincs egységesen elfogadott magyarázat. A ma elfogadott álláspont szerint valamiféle szállítóeszköz nyomai, ám ennek formájáról és működéséről csak feltételezések ismertek.
Elsőként Gian Francesco Abela írta le őket 1647-ben, és az Észak-Afrikába követ szállító arabok kocsijaitól származtatta. Emmanuel Magri megjegyzi, hogy Filfla szigetén is látott keréknyomokat.

## Helyszínek listája

### Korai neolitikum
| - Għajn Abdul (Santa Luċija): barlang Gozo szigetén, az egyik legrégebbi emberlakta hely Máltán - Għar Dalam (Birżebbuġa): barlang Délkelet-Maltán, a Marsaxlokk-öböl fölött. A különleges máltai fauna legfőbb lelőhelye, Málta első betelepülőinek egyik lakhelye - Il-Mixta: barlang Gozo szigetén, az egyik legrégebbi emberlakta hely Máltán. Mára a bányászat teljesen elpusztította | - Taċ-Ċawla (Rabat): nemrég felfedezett maradvány-rétegek, egyelőre vizsgálatra várnak - Ta' Kuljat: barlang Gozo szigetén, az egyik legrégebbi emberlakta hely Máltán - Ta' Skorba (Mġarr): A megalitikus templom romja körül korábbi épületek maradványait találtak, az egyetlen hely, ahonnan használati tárgyaknál nagyobb maradványok ismertek |

### Templomok kora
| - Borġ in-Nadur (Birżebbuġa): számos épület maradványa, köztük egy megalitikus templom két terme - Borġ l-Imramma (Ta' Ċenċ, Ta' Sannat): megalitikus templom nehezen kivehető romjai - Buġibba: megalitikus templom romja a Dolmen Hotel udvarán - Bur Mgħeż (Mqabba): egy természetes barlangban 1911-ben 75 holttestet találtak, Ġgantija- és Tarxien-szakaszbeli cseréptöredékekkel együtt - Debdieba (Luqa): 1914-ben cseréptöredékek kerültek elő a templomok korából, az épületek datálása bizonytalan - Ġgantija (Xagħra): az egyik legismertebb megalitikus templomrom - Ħaġar Qim (Qrendi): a legrégebb óta ismert megalitikus templomrom a nagy sziget déli partján - Ħal Ġinwi (Żejtun): Ġgantija- és Tarxien-szakaszból származó cserépdarabok és torba padló kerültek elő, ám a kutatott alaprajz túl kicsi egy templom azonosításához - Ħal Resqun (Gudja): néhány megalit áll az út mellett, ám cseréptöredékeket eddig nem találtak a közelben - Ħal Saflieni-i hipogeum (Paola): a legnagyobb kőbe vájt sírkomplexum. Három szintjén a becslések szerint legalább hétezer embert temettek el. Gyönyörű faragványai miatt világhírű - Kordin I (Paola): a környéken talált töredékek a templomok korából valók, Caruana 1896-ban készült alaprajza idegen egy templomtól. 1908-ra elpusztult - Kordin II (Paola): Caruana alaprajza alapján templom lehetett. 1908-ra elpusztult - Kordin III (Paola): megalitikus templom romja, az egyetlen, amelynek az előtere kövezett - L-Imrejżbiet (vagy L-Mresjbiet, Għajnsielem): szabálytalan kőhalom egy mezőn, eredete bizonytalan - Misqa ciszternák (Misqa Tanks, Qrendi): szinte biztosan a templomok korából származó, kőbe vájt, felül nyitott, íves formájú ciszternák Mnajdra közelében - Mnajdra (Qrendi): a legszebb helyen álló megalitikus templomrom a déli parton - Perga Valley (Xagħra): egy természetes barlangban Ġgantija- és Tarxien-szakaszból származó cseréptöredékeket találtak | - Qortin L-Imdawwar (Baħrija): ugyan csak néhány elszórt kőtömb jelzi a helyet, ám számos tárgyi emlék került elő, főként a Tarxien-szakaszból - Santa Verna (Xagħra): a Szürke Skorba-szakaszban létrejött falu helyén épült megalitikus templom alig látható romja - Ta' Ħaġrat (Mġarr): apró, ám az egyik legjobb állapotban megmaradt megalitikus templomrom - Tal-Qadi (Naxxar): az alaprajz alapján egy megalitikus templom középső íve. Ma egy kertben áll - Tal-Qiegħan (vagy Borġ il-Għarib, Għajnsielem): szabálytalan kőhalom egy mezei falban, eredete bizonytalan - Ta' Marżiena (Rabat): megalitikus templom romja egy mezei falban. Magántulajdonban van - Ta' Raddiena (Birkirkara): az elkerülő út építése közben bukkantak a hat, íves vonalban álló megalitra, amelyeket a templomok korából származó cseréptöredékek vettek körül - Tarxien: a legnagyobb a megalitikus templomromok közül, négy templom épült itt egybe - Ta' Skorba: az 1960-as évekig nem bolygatott templomrom. Körülötte a korábbi korszakokból egyedül fennmaradt épületek romjai fekszenek - Tas-Silġ (Żejtun): megalitikus templom romjai a későbbi romok alatt, ma már csak a külső kerítőfal kivehető - Ta' Trapna iż-Żgħira (Żebbuġ, Malta): a Żebbuġ-szakasz nevét adó sírok - Xagħrai kőkör: a Żebbuġ-szakasztól kezdve használt földalatti temetkezési hely Gozón. A 19. században ásatás címén nagyrészt romba döntötték - Xemxija: hat kőbe vájt sír a Ġgantija-szakaszból, amelyeket egészen a bronzkor végéig használtak - Xewkija: a mai plébániatemplom építése előtt 1904-ben Emmanuel Magri egy megalitikus templom maradványait írta le a helyszínen - Xrobb il-għaġin (Marsaxlokk): megalitikus templom romja. A szikla amin áll, lassan bontja magával a tengerbe |

### Bronzkor
| - Baħrija: a környező barlangokban Borġ-in-Nadur cseréptöredékek - Borġ-in-Nadur: erődített település a Borġ-in-Nadur-szakaszból, a szakasz névadója - Debdieba (Luqa): 1914-ben többek közt bronzkori cseréptöredékek kerültek elő, az épületek datálása bizonytalan - Fawwara (Għajn Tuffieħa): erődített település a Borġ-in-Nadur-szakaszból - Għajn Abdul: Borġ-in-Nadur cseréptöredékek a barlangban - Għajnsielem: Borġ-in-Nadur cseréptöredékek a templomok korabeli kunyhó körül az Mgarr Roadon - Għar Mirdum (Dingli): Borġ-in-Nadur cseréptöredékek a Dingli-sziklák barlangjaiban - Il-Qolla (Burmarrad): erődített település a Borġ-in-Nadur-szakaszból - In-Nuffara (Xagħra): erődített település a Borġ-in-Nadur-szakaszból - Qala Hill (Għajn Tuffieħa): erődített település a Borġ-in-Nadur-szakaszból | - Qarraba (Għajn Tuffieħa): erődített település a Borġ-in-Nadur-szakaszból - Ta Ġawħar (Gudja): Borġ-in-Nadur cseréptöredékek a kerek torony körül - Tarxien: a megalitikus templomban kialakított temető, a bronzkor első szakaszának névadója - Ta' Skorba: a Tarxien temető-szakaszban a korábbi templom egy apszisát elfalazták és használták - Tas-Silġ (Żejtun): bronzkori település a megalitikus templom romjai körül - Wardija ta' San Ġorġ (Dingli): erődített település a Borġ-in-Nadur-szakaszból - Xagħra: Tarxien temető-szakaszban létrejött település a kőkör mellett - Xemxija: a templomok korában földbe vájt sírok egészen a bronzkor végéig használatban maradtak |